# Syrmatium nudatum
Syrmatium nudatum är en ärtväxtart som beskrevs av Edward Lee Greene. Syrmatium nudatum ingår i släktet Syrmatium och familjen ärtväxter. Inga underarter finns listade i Catalogue of Life.